# Lato termiczne
Lato termiczne – okres w Polsce uznany za lato według kryterium termicznego w klimatologii, w którym średnia dobowa temperatura powietrza utrzymuje się na poziomie powyżej 15 °C.